# La Légende de Zatoïchi : Voyage en enfer
Série Zatoichi
La Légende de Zatoïchi : Le Maudit
(1965) La Légende de Zatoïchi : La Vengeance
(1966)
Pour plus de détails, voir Fiche technique et Distribution.
La Légende de Zatoïchi : Voyage en enfer (座頭市地獄旅, Zatōichi jigoku tabi) est un film japonais réalisé par Kenji Misumi, sorti en 1965.  C'est le 12e film de la série des Zatoïchi.

## Synopsis
Zatoichi se lie d'amitié avec un ronin Jūmonji Tadasu sur un navire allant de Tateyama au cap Miura. Après son arrivée à Enoshima, Zatoichi est attaqué par le boss yakuza Eshimaya et ses serviteurs. Zatoichi les repousse, mais une fille est prise dans ce combat et se blesse, Zatoichi recueille de l'argent pour prendre ses responsabilités et achète des médicaments pour elle. Zatoichi se rend à Hakone avec la fille et sa mère, où Zatoichi rencontre Sagawa et ses amis qui voyagent à la recherche de l'homme qui a tué leurs parents.

## Fiche technique
- Titre : La Légende de Zatoïchi : Voyage en enfer
- Titre original : 座頭市地獄旅 (Zatōichi jigoku tabi?)
- Titre anglais : Zatoichi and the Chess Expert
- Réalisation : Kenji Misumi
- Scénario : Daisuke Itō
- Producteurs : Shōzaburō Asai
- Sociétés de production : Daiei
- Musique : Akira Ifukube
- Photographie : Chikashi Makiura
- Montage : Kanji Suganuma
- Décors : Akira Naitō
- Pays d'origine :  Japon
- Langue originale : japonais
- Format : couleur - 2,35:1 - son mono - 35 mm
- Genre : chanbara, jidaigeki et yakuza eiga
- Durée : 87 minutes
- Date de sortie :
  - Japon : 24 décembre 1965[3]

## Distribution
- Shintarō Katsu : Zatoïchi
- Mikio Narita : Jūmonji Tadasu
- Rokkō Toura : Eita
- Takuya Fujioka (ja) : Sunpachi
- Tatsuo Endō (ja) : Enoshimaya
- Gaku Yamamoto (ja) : Sagawa Tomonoshin
- Ryutarō Gomi (ja) : Benji